# E3 Prijs Harelbeke 1998
L'E3 Prijs Harelbeke 1998, quarantunesima edizione della corsa, si svolse il 28 marzo su un percorso di 201 km, con partenza ed arrivo a Harelbeke. Fu vinta dal belga Johan Museeuw della squadra Mapei-Bricobi davanti agli italiani Michele Bartoli e  Mirko Celestino.

## Ordine d'arrivo (Top 10)
| Pos. | Corridore        | Squadra                      | Tempo    |
| ---- | ---------------- | ---------------------------- | -------- |
| 1    | Johan Museeuw    | Mapei-Bricobi                | 4h48'00" |
| 2    | Michele Bartoli  | Asics-CGA                    | s.t.     |
| 3    | Mirko Celestino  | Team Polti                   | s.t.     |
| 4    | Ludo Dierckxsens | Lotto-Mobistar               | s.t.     |
| 5    | Servais Knaven   | TVM-Farm Frites              | s.t.     |
| 6    | Tristan Hoffman  | TVM-Farm Frites              | a 1'02"  |
| 7    | Dario Pieri      | Scrigno-Gaerne               | s.t.     |
| 8    | Stefano Dante    | Vini Caldirola-Longoni Sport | s.t.     |
| 9    | Andrei Tchmil    | Lotto-Mobistar               | s.t.     |
| 10   | Wilfried Peeters | Mapei-Bricobi                | s.t.     |